# Amt Bergpflege
Das Amt Bergpflege, auch nur mit Bergpflege bezeichnet, war ein vom 14. Jahrhundert bis zum Ende des 18. Jahrhunderts bestehender Verwaltungs- und Gerichtsbezirk im Kurfürstentum Trier. Es lag im linksrheinischen Neuwieder Becken und erstreckte sich über die Ausläufer des Mayengaus von den links der Mosel liegenden heutigen Stadtteilen von Koblenz bis nach Weißenthurm.

## Geschichte
Das Amt Bergpflege wurde vermutlich im 14. Jahrhundert unter dem Trierer Kurfürsten Balduin (1307–1354) eingerichtet. Dem Amt stand ein Amtmann vor. In einer Aufstellung, die Kurfürst Johann II. von Baden 1498 beauftragt hatte, ist das Amt Engers, nicht aber das Amt Bergpflege als eines von 59 Ämtern erwähnt. Später wurden das Amt Engers und das Amt Bergpflege zusammen verwaltet.
Das Hochgericht des Amtes Bergpflege wurde auf dem Bubenheimer Berg abgehalten, wo auch der Galgen stand.
Aus dem Namen „Bergpflege“ lässt sich nur die „Pflege“ eindeutig bestimmen; darunter war ein Verwaltungs- und Gerichtsbezirk zu verstehen, dem ein Pfleger vorstand. Für den Namensbestandteil „Berg“ gibt es zwei Deutungsversuche, die aber beide nicht eindeutig schlüssig erscheinen. Berg könnte demnach Berghang bedeuten, hergeleitet aus der Hanglage am Rhein, vielleicht hängt die Bergpflege auch mit dem ehemaligen Weinbau zusammen (Weinberg).
Erzbischof Johann VI. (1556–1567) ordnete am 26. November 1556 mit Zustimmung der Landstände in Koblenz eine vierjährige Landsteuer an. Je 1000 Gulden Vermögen betrug die Steuer 3,5 Gulden. Am 20. Juli 1563 forderte er Berichte aller Ämter an, die über die Orte und die dortigen Steuerzahler Auskunft geben sollten. Im Amt Bergpflege gab es danach 603 Feuerstellen in folgenden Orten:
| Ortschaft     | Zahl Feuerstellen | Trierer Untertanen | Fremde Leibeigene |
| ------------- | ----------------- | ------------------ | ----------------- |
| Metternich    | 55                | 11                 | 14                |
| Bubenheim     | 7                 | 5                  | 2                 |
| Kärlich       | 79                | 65                 | 14                |
| Mülheim       | 93                | 76                 | 17                |
| Kettig        | 128               | 90                 | 38                |
| Güls          | 69                | 56                 | 13                |
| Wallersheim   | 11                | 9                  | 2                 |
| Kesselheim    | 15                | 13                 | 2                 |
| St. Sebastian | 21                | 16                 | 5                 |
| Kaltenengers  | 17                | 11                 | 6                 |
| Urmitz        | 27                | 21                 | 6                 |
| Rübenach      | 81                | 76                 | 5                 |

Nach einer Amtsbeschreibung aus dem Jahr 1786 war die „Mayener Pacht“ aufgeteilt in die „Mayener Pflege“, die „Münsterpflege“ und die „Bergpflege“.
Die Bergpflege wurde in 4 „Parthen“ (Teile) eingeteilt:
- die 1. Parthe umfasste die „Rheinorte“: Kesselheim, Wallersheim, St. Sebastian, Kaltenengers und Urmitz.
- die 2. Parthe die „Landorte“: Mülheim, Kärlich, Kettig und Weißenthurm.
- die 3. Parthe: die Vogtei Rübenach.
- die 4. Parthe die „Moselorte“: Bubenheim, Metternich und Güls.

Zeitweise gehörte auch das rechtsrheinische Engers zum Amt Bergpflege.
In der Amtsbeschreibung von 1786 war festgehalten, dass keine der Gemeinden besondere Gerechtsame hat: „eine ist wie die andere zu angemessenen Fronden gehalten, außer dem Flecken Engers, welcher allein das Wildpret aus dem Amte Hammerstein und den benachbarten Forsten an das Hoflager liefern muß“. Die Kurfürstlichen Schlösser im Gebiet der Bergpflege waren Schönbornslust bei Kesselheim und das Schloss zu Kärlich.
Mit der Einnahme des Linken Rheinufers durch französische Revolutionstruppen wurde das Amt nach 1794 aufgelöst. Rechtsrheinisch wurde Engers noch bis 1803 als Teil der Bergpflege bezeichnet.

## Amtmänner
1779 war Lothar Franz Freiherr von Kerpen Amtmann.